# Narodni park Yosemite
Narodni park Yosemite (/joʊˈsɛmɪti/ yoh-SEM-it-ee) je narodni park v Združenih državah Amerike in obsega vzhodne dele okrožij Tuolumne, Mariposa in Madera v osrednjem vzhodnem delu ameriške zvezne države Kalifornija. Park, ki ga upravlja National Park Service, pokriva površino 3.026,87 km² in se razteza po zahodnih pobočjih pogorja Sierra Nevade. Več kot 3,7 milijona ljudi vsako leto obišče Yosemite. Največ jih preživi svoj čas v 18 km² veliki dolini Yosemite Valley. Na seznam svetovne kulturne dediščine je bil park vpisan leta 1984, saj je Yosemite mednarodno priznan po svojih spektakularnih granitnih pečinah, slapovih, kristalnih potokih, nasadih velikih sekvoj in biološke raznovrstnosti. Skoraj 95% parka je določenih kot divjina. Yosemite je osrednjega pomena za razvoj ideje o nacionalnem parku. Prvič so Galen Clark in drugi ugledni državljani lobirali za zaščito Yosemite Valley, leta 1864 je bil nato sprejet zakon o zaščiti Yosemite Grant, ki ga je podpisal predsednik Abraham Lincoln. Kasneje je John Muir vodil uspešno gibanje za vzpostavitev večjega narodnega parka, ki zajema ne samo dolino, temveč tudi okoliške gore in gozdove, še več, utiral je pot za sistem nacionalnih parkov v ZDA. 
Yosemite je eden od največjih in najmanj razdrobljenih habitatov v Sierri Nevadi, park podpira raznolikost rastlin in živali. Park ima razpon nadmorskih višin od 648 do 3997 m in vsebuje pet glavnih vegetacijskih pasov: Chaparral/gozd hrasta, nižji montanski gozd, zgornji montanski gozd, subalpsko območje in alpski pas. Od kalifornijskih 7000 rastlinskih vrst jih okoli 50% pripada Sierra Nevadi in več kot 20% jih je v Yosemitih. Tam je primeren habitat in je dokumentirano več kot 160 redkih rastlin, z redkimi lokalnimi geološkimi formacijami in edinstvenimi tlemi, ki jih te rastline zasedajo. 
Geologija območja Yosemite je značilna granitna skala in ostanki starejših kamnin. Pred približno 10 milijoni let se je Sierra Nevada povzdignila, nato pa se nagibala k oblikovanju svojih relativno blagih zahodnih pobočij in bolj dramatičnih vzhodnih pobočij. Dvig je povečal strmine potokov in rečnih strug, kar ima za posledico nastanek globokih, ozkih sotesk. Pred približno 1 milijonom let sta sneg in led ustvarila ledenike na višjih predelih, ki so tekli v doline rek. Debelina ledu v Yosemite Valley je med času zgodnje ledene dobe lahko dosegla 1200 m. Umikanje ledenih mas je povzročilo oblikovanje dolin v obliki črke U, ki danes privabljajo tako veliko obiskovalcev na svoje slikovite razglede.

## Zgodovina

### Ahwahneechee in  vojna za Mariposo
Kot so razkrile arheološke najdbe, je bila dolina Yosemite Valley naseljena že skoraj 3000 let, čeprav so ljudje verjetno prvič obiskali območje že pred 8.000 do 10.000 leti. Avtohtoni prebivalci sebe imenujejo Ahwahneechee, kar pomeni "stanovalci Ahwahnee".  Povezovali so se s Severnimi Paiuti in plemenom Mono. Plemena so med seboj trgovala, vključno z bližnjimi iz centralne Sierra Miwoks, ki so živeli na področju dolvodno ob rekah Tuilumne in Stanislaus. Glavna trgovska pot je potekala preko prelaza Mono Pass in skozi Bloody Canyon do Mono Lake, le na vzhodu območja Yosemite. Vegetacija in življenje v regiji je bilo podobno današnjemu; želod so nabirali za svojo prehrano, kot tudi druga semena in rastline ter lovili losose in jelene.
Kalifornijska zlata mrzlica (California Gold Rush) je sredi 19. stoletja dramatično povečala potovanja evropskih Američanov na tem območju, kar je povzročalo tekmovanje za vire med domačini Paiuti in Miwok in rudarji. Leta 1851 je bil del vojne za Mariposo namenjen zatiranju upora domačinov, major zvezne vojske Jim Savage je vodil Mariposa bataljon v zahodnem delu Yosemite Valley. Obkolil je okoli 200 Ahwahneecheejev z vodilnim Tenaya.
Obračun tega bataljona je bilo prvo dobro dokumentirano poročila o Evropejcih, ki so vstopili v Yosemite Valley. Dr. Lafayette Bunnell, zdravnik, je kasneje pisal o svojih vtisih polnih strahu v The Discovery of tne Yosemite. Bunnell je zaslužen za poimenovanje Yosemite Valley, ki temelji na njegovih razgovorih s poglavarjem Tenaya. Bunnell je zapisal, da je bil poglavar Tenaya ustanovitelj kolonije Pai-Ute na Ah-wah-nee. Miwok, sosednje pleme, in večina belih naseljencev so smatrali Ahwahneechee še posebej nasilne zaradi pogostih ozemeljskih sporov. Miwok je izraz za skupino Pai-Ute ali yohhe'meti, kar pomeni, "da so morilci". Korespondenca pripadnikov bataljona je pomagala popularizirati naravna čudesa Yosemite Valley in okolice.
Poglavar Tenaya in njegovi Ahwahneechee so bili na koncu ujeti, njihova vas pa požgana; preselili so jih v rezervat v bližini Fresno-ja v Kaliforniji. Poglavarju in nekaterim drugim je bilo kasneje dovoljeno vrniti se v Yosemite Valley. Spomladi leta 1852 so napadli skupino osmih zlatokopov, nato so se preselili na vzhod, da bi pobegnili kazenskemu pregonu. V bližini jezera Mono so našli zatočišče pri članih plemena Paiuti. Ukradli so konje gostiteljem in se odselili, vendar so jih Paiutes izsledili in ubili mnogo Ahwahneechee, vključno s poglavarjem Tenayo. Preživele so kot ujetnike odpeljali nazaj na jezero Mono in jih vključili v svoje pleme.
Rekonstruirana indijanska vas  Indian Village of Ahwahnee je bila postavljena v Yosemite muzeju, ki se nahaja poleg Centra za obiskovalce Yosemite Valley

### Zgodnji turizem
Leta 1855 so odšli podjetnik James Mason Hutchings, umetnik Thomas Ayres in dva druga na turnejo na območje. Hutchings in Ayres sta bila odgovorna za večino od prvih informacij o Yosemite, pisala sta članke v posebnih reviji o dolini. Ayresov slog slikanja je bil zelo podroben in pretirano robat. Likovna razstava njegovih risb je potekala v New Yorku. Hutchingsova prizadevanja so med letoma 1855 in 1860 vplivala na povečanje obiska v Yosemitih. 
Wawona je bil indijanski tabor v danes jugozahodnem delu parka. Naseljenec Galen Clark je odkril Mariposa Grove z orjaškimi sekvojami v Wawoni leta 1857. Zgradil je preprosta prenočišča in ceste na tem območju. Leta 1879 je bila zgrajen Wawona hotel, ki je služil turistom v Mariposa Grove. Z večanjem obiska, se je širila tudi ponudba.. 
Wawona Tree, orjaška sekvoja s predorom, je stala v Mariposa Grove. Visoka je bila 69 m in imela obod 27 m. Ko je bil leta 1881 predor prevozen, je postalo drevo še bolj priljubljeno kot turistična atrakcija. Vse od konjskih vpreg v poznem 19. stoletju, do avtomobilov v prvi polovici 20. stoletja je potovalo po cesti, ki je potekala skozi to drevo. Wawona Tree je padlo leta 1969 pod obremenitvijo snega. Po ocenah je bilo staro 2300 let. 
Prva koncesija Yosemite je bila ustanovljena leta 1884, ko sta John Degnan in njegova žena odprla pekarno in trgovino. Leta 1916 je National Park Service odobril 20-letno koncesijo za Desmond Park Service Company. Ta je kupil ali zgradil hotele, trgovine, tabore, mlekarno, garažo in druge storitve. Desmond je spremenil ime v Yosemite National Park Company v mesecu decembru 1917, nakar je bilo leta 1920 reorganizirano. 
Curry Company je začelo delovati leta 1899, David in Jennie Curry sta dobila koncesije v parku. Ustanovili so tudi Camp Curry, ki je zdaj znan kot Curry Village. Currysi so lobirali pri nadzornikih parka, da bi dobili več koncesij in se razvijali na tem območju. 
Uradniki v National Park Service so menili, da bi bilo potrebno omejevanje števila koncesionarjev. Curry Company in Yosemite National Park Company sta bila prisiljena  združiti se leta 1925 in se preoblikovala v Yosemite Park & Curry Company (YP & CC).  Podjetje je zgradilo Ahwahnee Hotel leta 1927.

### Yosemite Grant
Zaskrbljeni zaradi učinkov poslovnih interesov, so se ugledni državljani, vključno Galen Clark in senator John Conness, zavzeli za zaščito območja. Park je bil pripravljen ob pomoči Deželnega generalnega urada pri notranjem ministrstvu. Predlog zakona je bil sprejet v obeh domovih 38. ameriškega kongresa, podpisal ga je predsednik Abraham Lincoln 30. junija 1864 in tako je bil ustanovljeno zaščiteno območje Yosemite Grant. To je prvi primer parka za zaščito in ohranjanje zemljišč in javno uporabo v ZDA in precedens za leta 1872 ustanovljen Yellowstone kot prvi narodni park. Yosemite Valley in Mariposa Grove sta bila dana  Kaliforniji kot državna parka, svet komisarjev je bil razglašen dve leti kasneje. 
Galen Clark je bil imenovan s strani Komisije kot prvi varuh dodelitve sredstev, vendar niti Clark niti komisarji niso imeli pooblastila, da izselijo farmarje. Vprašanje ni bilo urejeno do leta 1872, ko so kmetovalci uspeli na Vrhovnem sodišču ZDA. Clark in vladajoči komisarji so bili odstavljeni leta 1880, spor je bil tudi obravnavan na vrhovnem sodišču leta 1880. Ti dve odločbi vrhovnega sodišča, ki sta vplivali na upravljanje Yosemite Grant štejeta za pomemben precedense glede upravljanje z zemljišči. Hutchings je postal novi skrbnik parka. 
V prvih letih delovanja so izboljšali razmere v dolini, ki je postala bolj gostoljubna. Turizem se je znatno povečal potem ko je bila leta 1869 končana prva transkontinentalna železnica, vendar je dolga ježa, potrebna da bi dosegli območje, še vedno odvračala turiste. Da bi zagotoviti boljši dostop za vse večje število obiskovalcev Yosemite Valley so bile zgrajene  sredi 1870-tih tri ceste za kočije.
Na Škotskem rojen naravoslovec John Muir je napisal članke za popularizacijo območja in večje znanstveno zanimanje zanj. Muir je bil eden izmed prvih, ki so teoretizirali, da so glavne reliefne oblike v Yosemite Valley ustvarili veliki alpski ledeniki, s čimer se ni strinjal uveljavljeni znanstvenik Josiah Whitney, ki je Muira imenoval amater. Muir je napisal več znanstvenih člankov o biologiji tega območja. Krajinski arhitekt Frederick Law Olmsted je poudaril pomen ohranjanja Yosemite Valley.

### Prizadevanja za nadaljnjo zaščito
Čezmerna paša travnikov (zlasti ovac), sečnja orjaških sekvoj in druga škoda, je povzročila, da je Muir postal borec za nadaljnjo zaščito. Muir je prepričal pomembne goste o pomenu zaščite območja pod zvezno upravo. En tak gost je bil Robert Underwood Johnson, urednik Century Magazine. Muir in Johnson sta lobirala v kongresu za zakon, ki je 1. oktobra 1890 ustanovil Yosemite National Park. Država Kalifornija je ohranila nadzor nad Yosemite Valley in Mariposa Grove. Muir je prav tako pomagal prepričati lokalne uradnike, da se dejansko izloči pašo iz visokogorja Yosemite. 
Novoustanovljen narodni park je bil v pristojnosti armade Združenih držav, četa I., 4. konjenica od 19. maja 1891. Utaborili so se v Wawona s kapetanom Abram Epperson Woodom kot superintendentom. Do poznih 1890-tih paša ovc ni bila več problem, vojska je dosegla številne druge izboljšave. Konjenica ni mogla posredovati, da bi zavrla slabšanje stanja Yosemite Valley in Mariposa Grove. Zapustila je še eno dediščino v parku, rangerski klobuk. Od 1899-1913 so bili konjeniški polk Zahodnega oddelka, vključno z 9. konjenico (znana kot "Buffalo Soldiers") in 1. konjenico, nameščeni v Yosemitih in so s seboj prinesli klobuk z značilnim Montana Peak, kar  je danes  rangerski klobuk.Ta vrh je bil oblikovan pri veteranih leta 1898 v špansko-ameriški vojni, da bi bolje prenašal tropski dež.
Muir in njegov Sierra Club so še naprej lobirali pri vladi in vplivnih ljudeh za oblikovanje enotnega nacionalnega parka Yosemite. V maju 1903 je predsednik Theodore Roosevelt tri dni taboril z Muirom v bližini Glacier Point. Na tem potovanju je Muir prepričal Roosevelta, da prevzame nadzor nad Yosemite Valley in Mariposa Grove Kaliforniji in ga preda zvezni vladi. Leta 1906 je Roosevelt podpisal zakon, ki je storil prav to.

### National Park Service
National Park Service je bil ustanovljena leta 1916 in Yosemite je bil prenesen v pristojnost te agencije. Tuolumne Meadows Lodge, Tioga Pass Road in kampi na jezerih Tenaya in Merced so bili končani leta 1916. Avtomobili so začeli voziti v park vse pogosteje po izgradnji cest primernih v vseh letnih časih. Muzej Yosemite je bil ustanovljen leta 1926 s prizadevanji Ansel Franklin Hall.
Leta 1903 je bila predlagana izgradnja jezu v severnem delu parka. Nahaja se v dolini Hetch Hetchy, njegov namen je bil zagotoviti vodo in hidroelektrarno za San Francisco. Muir in Sierra Club sta projektu nasprotovala, drugi, vključno z Gifford Pinchot pa podpirali. Leta 1913 je ameriški kongres odobril O'Shaughnessy Dam z  zakonom Raker. 
V poznih 1920 so ponujali Yosemite za zimske olimpijske igre leta 1932 (kasneje jih je gostil Lake Placid). 
Pred kratkim je kongres določil 274.200 ha ali približno 89% parka kot Yosemite Wilderness - visoko zaščiteno območje divjine. Park Service je zmanjšal spodbude za obisk parka. Na primer Firefall', v katerem so žerjavico porinili v prepad bližini Glacier Point ponoči. Prometni zastoji v Yosemite Valley v poletnih mesecih so postali zaskrbljujoči. Dva električna avtobusa sta začela voziti v septembru 1995. Avtobusi so tihi in ne onesnažujejo okolja. Sčasoma bodo vsi avtobusi v Yosemite električni. Leta 1996 je plaz ubil pohodnika,  januarja 1997 je reka Merced poplavljala in poškodovala več cest in kampov.

## Geografija
Yosemite National Park se nahaja v osrednjem delu Sierra Nevade v Kaliforniji. Tri območja divjine so v bližini Yosemite: Ansel Adams Wilderness na jugovzhodu, Hoover Wilderness na severovzhodu in Emigrant Wilderness na severu. 
3.080 km² parka vsebuje na tisoče jezer in ribnikov, 2.600 km potokov, 1.300 km pohodniških poti in 560 km cest. Dve imenovani tudi Wild and Scenic Rivers, Merced in Tuolumne, izvirata znotraj meja Yosemite in tečeta proti zahodu ob vznožju Sierre, v Central Valley v Kaliforniji. Letno število obiskovalcev je več kot 3,5 milijona, večina je skoncentrirana v 18 km2 področja Yosemite Valley.

### Skale in erozija
Skoraj vsa površja na območju Yosemite so granitne skale Sierra Nevada batholith (Batolit je velika magmatska globočnina nepravilne oblike, ki se proti dnu širi). Približno 5% površja v parku (predvsem v njenem vzhodnem robu v bližini Mount Dana) so preobražene vulkanske in sedimentne kamnine. Te kamnine so imenovane strešni obeski, ker so bile nekoč streha osnovne granitne skale. 
Erozija, ki deluje na različne tektonsko dvignjene in prelomljene sisteme, je odgovorna za oblikovanje doline, kanjonov, kupol in drugih značilnosti, ki jih vidimo danes. Razmak med prelomnicami je pod nadzorom kremena v granitu in granodioritnih skalah. Več silicijevega dioksida kaže, da se ustvari bolj odporna skala. 
Stolpi in stebri, kot so Washington Column in Lost Arrow, sta bila ustvarjena s pomočjo prečnih prelomov. Erozija deluje na velike prelome in je odgovorna za ustvarjanje dolin in kanjonov. Največja erozijska sila v zadnjih nekaj milijonih let so bili veliki alpski ledeniki, ki so prej "V" oblikovane rečne soteske, spremenili v "U" ledeniške doline (kot sta Yosemite Valley in Hetch Hetchy Valley). Brušenje, ki deluje na granitne skale s široko razmaknjenimi razpokami je odgovorno za oblikovanje kupol, kot sta Half Dome in North Dome in naravne loke, kot so Royal Arches.

### Priljubljene točke
Yosemite Valley predstavlja le en odstotek območja parka, ampak tukaj pride in ostane večina obiskovalcev. Tunnel View je prvi pogled na dolino, kjer se mnogi obiskovalci  fotografirajo. El Capitan, granitna skala, ki visi nad Yosemite Valley, je eno izmed najbolj priljubljenih plezališč na svetu zaradi svoje raznolike palete plezalnih poti poleg svoje celoletne dostopnosti. Granitne kupole kot sta Sentinel Dome ali Half Dome se dvigata 910 in 1460 m nad dolino. 
Visokogorje Yosemite ima lepa področja, kot so Tuolumne Meadows, Dana Meadows, Clark Range, Cathedral Range in Kuna Crest. Greben Sierra in Pacific Crest Trail tečeta skozi Yosemite, z vrhovi rdečih metamorfnih kamnin, kot so Mount Dana in Mount Gibbs, granitni vrhi, kot so Mount Conness. Mount Lyell sta najvišji točki v parku z višino 3.998 m.  Lyell Glacier je največji ledenik v Yosemite National Park in je eden izmed redkih danes ostal v Sierra Nevadi. 
Park ima tri nasade starih orjaških sekvoj (Sequoiadendron giganteum): Mariposa Grove (200 dreves), Tuolumne Grove (25 dreves) in Merced Grove (20 dreves). Ta vrsta zraste večja kot katera koli druga in je ena od najvišjih in najdlje živečih bitij.

### Voda in led
Reki Tuolumne in Merced izvirata pod grebenom v Sierri Nevadi v parku in sta izdolbli rečne kanjone globoke 910 do 1220 m. Reka Tuolumne odmaka celoten severni del parka,  površine približno 1.800 km². Reka Merced izvira v južnem predelu parka, predvsem po Cathedralo in Clark Ranges in odmaka površino približno 1.320 km².
Hidrološki procesi, vključno poledenitve, poplave in rečni geomorfološki pojavi, so bili ključnega pomena pri ustvarjanju reliefnih oblik v parku. Park vsebuje tudi približno 3.200 jezer (večjih od 100 m²), dve zajezitvi in 2.700 km  tokov, ki vsi pomagajo oblikovati ti dve veliki povodji. Mokrišča se v Yosemitih pojavljajo v dnu dolin in so pogosto hidrološko povezana z bližnjimi jezeri in rekami s pomočjo visoke plime in gibanja podtalnice. Travniški habitati, razporejeni na višinah od 910 do 3350 m, so na splošno mokrišča, obvodne habitate najdemo na bregovih številnih potokov in rek.
Yosemite je znan po svoj množici slapov na majhnem prostoru. Številne navpične stene, ledeniške stopnje in obvisele doline zagotavljajo veliko mest za nastanek slapov, še posebej v aprilu, maju in juniju ko je vode več. V Yosemite Valley je Yosemite Falls, najvišji v Severni Ameriki  z 739 m. Tudi v Yosemite Valley je precej nižji Trak Falls s 491 m. Morda je najbolj pomemben del slapov Bridalveil Fall, slap, ki je viden iz Tunnel View, razgledne točke na vzhodnem koncu predora Wawona. Wapama Falls v dolini Hetch Hetchy je še en znan slap. Obstajajo tudi na stotine nestalnih slapov
Vsi ledeniki v parku so relativno majhni in zasedajo območja, ki so v skoraj stalni senci in so praviloma krnice. Lyell Glacier je največji ledenik v Yosemitih (Palisades je največji v Sierri Nevadi) in zajema 65 ha. Nobeden od ledenikov ni ostanek mnogo večjih ledenodobnih alpskih ledenikov odgovornih za oblikovanje krajine. Oblikovali so se v eni od neoglacialnih epizod, ki so se zgodile v času male ledene dobe. Podnebne spremembe zmanjšujejo število in velikost ledenikov po vsem svetu. Veliko Yosemitskih ledenikov je izginilo ali izgubilo do 75% svoje površine.

### Klima
Yosemite ima mediteransko klimo (Köppen climate classification Csa), kar pomeni največ padavin pade v mili zimi, drugi letni časi so skoraj suhi. Padavine naraščajo z nadmorsko višino 2.400 m, kjer počasi padajo na greben. Količine padavin se razlikujejo od 910 mm na 1.200 m nadmorske višine do 1300 mm na 2.600 m. Sneg ni običajen v dolinah do novembra, je pa v visokogorju. Pada vso zimo do marca ali začetka aprila. 
Povprečne dnevne temperature se gibljejo od -4 °C do 12 °C v Tuolumne Meadows na 2.600 m. Na vhodu Wawona 1560 m visoko se povprečna dnevna temperatura giblje  od 2 do 19 °C. Na nižjih nadmorskih višinah pod 1.500 m je topleje; povprečna dnevna  temperatura v Yosemite Valley (1209 m) je od 8 do 32 °C. Nad 2.400 m so v vročih in suhih poletjih pogoste poletne nevihte, skupaj s snegom. Kombinacija suhe vegetacije, nizke relativne vlažnosti in nevihte s pogostimi strelami, povzročajo požare.

## Geologija

### Tektonske in vulkanske aktivnosti
Območje parka je pasivno kontinentalno obrobje predkambrijskega in zgodnjega paleozoika. Sediment predstavlja kontinentalne vire in je bil deponiran v plitvi vodi. Te kamnine so se z leti preobrazile. 
Toplota, ki nastaja zaradi podrivanja plošče Farallon pod severnoameriško ploščo je ustvarila lok vulkanov na zahodni obali proto-Severne Amerike v poznem devonu in permu. Poznejši vulkanizem v juri je vmešal in pokril te kamnine v to, kar bi lahko bila magmatska aktivnost povezana z zgodnjo fazo nastajanja Sierra Nevada batolita. 95% teh skal je bila na koncu odstranjena zaradi vzdigovanja in pospešene erozije. 
Prva faza regionalne intruzije se je začela pred 210 milijoni let, v poznem triasu in je trajala vso juro okoli 150 milijonov let, preden je nastala. Približno v istem času je nevadska orogeneza zgradila gorovje Nevadan (imenovan tudi Ancestral Sierra Nevada) do višine 4600 m. To je bilo neposredno del ustvarjanja Sierra Nevada batolita, nastale kamnine so  bile večinoma granit in kompoziti in segajo okoli 9,7 km pod površje. Druga velika faza intruzije je trajala od približno 120 milijonov do pred 80 milijoni let, v obdobju krede. To je bil del Sevier orogeneze.
Začenši pred 20 milijoni let (v kenozoiku) in je trajalo do pred 5 milijoni let, so bruhali zdaj ugasli Cascade Range vulkani in prinašali velike količine magmatskega materiala na območje. Te magmatske kamnine so prekrile regijo severno od območja Yosemite. Vulkanska aktivnost je vztrajala do pred 5 milijonov let vzhodno od sedanjih meja parka na področju jezera Mono in Long Valley

### Dvig in erozija
Začenši pred 10 milijoni let se je začel vertikalni premik Sierre Nevade vzdolž prelomnice Sierra. Kasnejše nagibanje bloka Sierra je posledica pospešenega dviga Sierre Nevade in povečanega gradienta zahodnih tekov vode. Tokovi so posledično tekli hitreje in s tem hitreje nižali doline. Dvig Sierra v času pleistocena je spet pospešil erozijo pred približno dvema milijonoma let.
Dviganje in povečani eroziji izpostavljene granitne skale v območju površinskih pritiskov, so povzročile luščenje (odgovorno za zaobljene oblike številnih kupol v parku) in množično propadanje številnih prelomnic (razpoke, predvsem vertikalne) v zdaj trdi skali. V pleistocenu so ledeniki še pospešili ta proces in s težkim transportom materiala ustvarjali melišča in morene do tal dolin. 

### Oblikovanje zaradi ledenikov
Niz poledenitev nadalje spreminja regijo od pred 2 do 3 milijone let in se konča nekje okoli leta 10.000. Vsaj štiri velike poledenitve so se pojavile v Sierra Nevadi, lokalno imenovane Sherwin (imenovan tudi pre-Tahoe), Tahoe, Tenaya in Tioga. Sherwin ledeniki so bili največji, polnili so Yosemite in druge doline, kasneje pa so bili ti veliko manjši. Doma Sherwin ledenikov je skoraj zagotovo odgovorna za večji izkop in oblikovanje Yosemite Valley in drugih kanjonov na tem območju. 
Ledeniški sistemi so segli do 1.200 m in pustili svoj pečat na področju Yosemite. Najdaljši ledenik je tekel do Grand Canyon reke Tuolumne 97 km ki poteka tudi izven doline Hetch Hetchy. Ledenik Merced je tekel iz Yosemite Valley in v kanjon reke Merced. Ledenik Lee Vining je vklesal Lee Vining kanjon in se izpraznil v jezero Russel. Le najvišji vrhovi, kot so Mount Dana in Mount Conness, niso bili prekriti z ledom. Za umikajočimi se ledeniki pogosto ostanejo recesijske morene in zadržana jezera, kot je 9 km dolgo plitvo jezero Lake Yosemite, ki redno pokriva tla Yosemite Valley

## Biologija

### Habitati
S svojimi resavami, dostojanstvenimi sestoji bora, jelke in sekvoje ter prostranstva alpskih gozdov in travnikov, je Narodni park Yosemite pokrajina v Sierra Nevadi, ki je prevladovala pred prihodom Evropskih naseljencev. V nasprotju z okoliško pokrajino,  ki jo je sečnja bistveno spremenila, park še vedno vsebuje okoli 91.260 ha stare gozdne rasti. Raznolike habitate parka zaseda več kot 250 vrst vretenčarjev, med katerimi so ribe, dvoživke, plazilci, ptice in sesalci.
Vzdolž večjega dela zahodne meje Yosemite prevladujejo mešani iglasti gozdovi Ponderosa Pine (Pinus ponderosa), Sugar Pine (Pinus lambertiana), cedre (Calocedrus), bele jelke (Abies concolor), duglazije in nekaj orjaških sekvoj, vrinjenih s področja Black Oak in Canyon Live Oak. Ti habitati omogočajo relativno veliko raznolikost vrst prostoživečih živali, zaradi razmeroma blagega podnebja, nižje nadmorske višine in mešanice habitatnih tipov in rastlinskih vrst. Med divjimi živalmi najdemo ameriškega črnega medveda, risa (Lynx rufus), pumo, sivo lisico (Urocyon cinereoargenteus), mulastega jelena, gorsko kraljevo kačo (Lampropeltis), kuščarja (Plestiodon gilberti), beloglavega detla (Picoides albolarvatus), rjavega plezavčka (Certhia americana), pikasto sovo (Strix occidentalis) in široko paleto vrst netopirjev.
Višje so iglasti gozdovi čistejši sestoji rdeče jelke, borov (Pinus monticola, Pinus jeffreyi in Pinus contorta) in občasno Pinus balfouriana. Tukaj je manj vrst prostoživečih živali, zaradi višje nadmorske višine in težjih pogojev. Najdemo pa veverice (Callospermophilus lateralis, Tamiasciurus douglasii), kuno (Martes pennanti), šojo (Cyanocitta stelleri), drozga (Catharus guttatus) in severnega kragulja (Accipiter gentilis). Plazilci niso pogosti, najdemo pa udava (Charina bottae),kuščarja (Sceloporus occidentalis) in (Elgaria coerulea).
Vse višje so drevesa manjša in redkejša, z rastiščem na področjih kjer ni granita: bor (Pinus contort in Pinus albicaulis) in Tsuga mertensiana, da na najvišjih legah, na velikih prostranstvih granita, povsem izginejo. Podnebje v teh habitatih je kruto in rastna sezona kratka, vendar so nekatere vrste, kot so Žvižgači, svizec (Marmota flaviventris), zajec (Lepus townsendii),  krekovt (Nucifraga columbiana) in ščinkavec (Leucosticte atrata), prilagojene tem razmeram. Prav tako območja alpskih habitatov brez dreves z omejenimi možnostmi naseljuje Sierra Nevada velikoroga ovce (Ovis canadensis sierrae). Ta vrsta se zdaj nahaja na območju okoli prelaza Tioga. 
Na različnih nadmorskih višinah, travniki zagotavljajo pomemben habitat za divje živali. Vrste, ki so močno odvisne od travniškega habitata so bradata sova (Strix nebulosa), vrbov muhar (Empidonax traillii), urh (Anaxyrus canorus) in gorskih bober (Aplodontia rufa).

### Vprašanja upravljanja
Kljub bogastvu kakovostnih habitatov v Yosemitih, rjavega medveda, kaliforniskega kondorja in ptice Vireo bellii pusillus ni več v parku, in še 37 vrst ima trenutno poseben status zaščite. Najresnejša trenutna grožnja za divje živali in ekosisteme je izguba režima naravnega požara in eksotičnih vrst, onesnaževanje zraka, razdrobljenost habitata in podnebne spremembe. Na bolj lokalni ravni pa so dejavniki, ki ogrožajo živali ceste in razpoložljivosti človeških hrane, ki vpliva na nekatere vrste divjadi.
Črni medvedi so bili nekoč znani po vlomih v parkirane avtomobile in kraji hrane. Bili so tudi turistična znamenitost na odlagališčih odpadkov v parku, kjer so medvedi jedli smeti obiskovalcev parka, turisti pa so jih fotografirali. Povečanje srečanj med medvedi in ljudmi in večja materialna škoda je pripeljala do agresivne kampanje za odvračanje medvedov od stikov z ljudmi. Tako so vse posode za smeti nadomestili z ustrezno zaprtimi; vse kampe so  opremili z omaricami, tako da ljudje ne bi puščali hrane v svojih vozilih. Osebje parka še naprej išče inovativne načine, kako medvedom preprečiti povzročanje škode. Danes ima okoli 30 medvedov oznake na ušesih in vedo za njihov DNA tako da, ko medved povzroči škodo, lahko parkovni nadzornik ugotovi, kateri medved povzroča težave.
Povečana onesnaženost z ozonom povzroča poškodbe na orjaških sekvojah. To pomeni, da so bolj dovzetne za napade bolezni. Ker stožci teh dreves zahtevajo gorenje tal da vzkalijo, gašenje ognja zmanjša sposobnost teh dreves za razmnoževanje. Trenutna politika se še ni odločila glede požarov v zvezi z vprašanjem kalitve.
V Narodnem parku Yosemite so zabeležili več kot 130 tujerodnih rastlinskih vrst znotraj meja parka. Te tujerodne rastline so v Yosemite prinesli zgodnji naseljenci v poznih 1850-tih. Naravne in človeške motnje, kot so požari v divjini in gradbena dejavnost, so prispevale k hitremu širjenju tujerodnih rastlin. Nekatere od teh vrst agresivno napadajo in izpodrivajo avtohtone rastlinske združbe. Tujerodne rastline lahko prinesejo znatne spremembe ekosistemov. Nekatere tujerodne vrste lahko povzročijo povečanje pogostosti požarov ali povečanje razpoložljivega dušika v tleh. Mnoge tujerodne vrste, kot je osat rumena zvezda (Centaurea solstitialis), so sposobni proizvajati dolge korenine, ki jim omogočajo, da tekmujejo z avtohtonimi rastlinami za vodo.
Osat (Cirsium vulgare), Common Mullein (Verbascum thapsus) in plevel Klamath (Hypericum perforatum), so opredeljene kot škodljive od leta 1940. Dodatne vrste, ki so bile pred kratkim priznane kot agresivne in ki zahtevajo nadzor, so osat (Centaurea solstitialis), medena detelja, Himalajska borovnica (Rubus armeniacus), borovnica (Rubus laciniatus) in velik zimzelen (Vinca major).

### Gozdni požari
Gozdni požari sezonsko čistijo park mrtve vegetacije in tako omogočajo novo rast.  Do težav s požari je prišlo, ki so divjali brez nadzora v preteklosti, kot poletju leta 1988, ko je gorelo od 14. junija do 23. septembra. Ti požari so škodljivi za ekologijo parka in poškodujejo prihodkom, ustvarjenim s turizmom. Najnovejši požar, imenovan Rim Fire, ki je uničil skoraj 2 milijardi dolarjev premoženja in prihodkov, je zaprl velik del parka za turiste. Pogorelo je skoraj 500 hektarjev divjega habitata. 

## Aktivnosti
Yosemite Valley je odprta vse leto, velik del preostalega parka je zaprt od pozne jeseni zaradi snega in se ponovno odpre sredi do pozne pomladi. Organizirane so Open-air ture okoli Yosemite Valley in Mariposa Grove. Mnogi ljudje uživajo krajše sprehode in daljše pohode do slapov ali sprehode med sekvojami v Mariposi, Tuolumne ali Merced Groves. Nekateri se peljejo do razgledišča Glacier Point (poletje-jesen), kjer se vidi spektakularen pogled na Yosemite Valley in visokogorje ali se vozijo po slikoviti Tioga Road to Tuolumne Meadows (poletje-jesen), kjer gredo na sprehod ali pohod. 
Večina obiskovalcev parka ostane samo en dan. Prometni zastoji v dolini so, v poletnih mesecih na vrhuncu sezone, resen problem. Brezplačen avtobus obratuje celo leto in nadzorniki spodbujajo ljudi k uporabi tega sistema, saj je poleti pogosto skoraj nemogoče najti parkirišče. 
Poleg raziskovanja naravnih znamenitosti parka, obiskovalci, v številnih objektih v dolini, lahko spoznajo tudi naravno in kulturno zgodovino Yosemite Valley: v centru za obiskovalce,v  muzeju in centru Narava srečni otok. Tam sta tudi dve nacionalni zgodovinski znamenitosti: LeConte Memorial Lodge (prvi center za obiskovalce) in svetovno znani Ahwahnee Hotel. Camp 4 je bil dodan v nacionalni register zgodovinskih lokacij v letu 2003..

### Pohodništvo
Za pohodnike je na voljo več kot 1.300 km poti, od lahkotnega sprehoda, do napornih vzponov na gore. 
Za dnevne obiskovalce je park razdeljen na 5 področij. Številne knjige opisujejo parkovne poti, na voljo so tudi brezplačne informacije v centru za obiskovalce. Parkovni nadzorniki spodbujajo obiskovalce, da si poleg Yosemite Valley, ogledajo tudi druge dele parka. 
Od spomladi do zgodnje jeseni je velik del parka odprt za večdnevne pohode. Za vse take izlete se zahteva dovoljenje in najbolj pomembno, pred medvedi odporno embalažo za hrano.

### Dostop z vozilom
Medtem ko so nekatere lokacije dostopne le peš, so druge dostopne z avtom. V posebnih ložah so možna opazovanja nočnega neba. Vse ceste v Yosemitih so slikovite, najbolj znana pa je Tioga Road, običajno odprta od konca maja ali v začetku junija do novembra.
S kolesi je možna vožnja na 19 km asfaltirane kolesarske poti v Yosemite Valley. Poleg tega se lahko kolesarji vozijo po običajnih cestah. Gorsko kolesarjenje ni dovoljeno.

### Plezanje
Plezanje je pomemben del Yosemitov. Camp 4, pohodniški kamp je ključnega pomena pri razvoju plezanja kot športa in je naveden v Nacionalnem registru zgodovinskih mest. Plezalci lahko na od 3 m visoke balvane do na 1000 m visok El Capitan. Številne težavnostne skupine so na voljo za plezanje.